# День Республіки (Індія)
День Республіки (гінді गणतंत्र दिवस, англ. Republic Day) — національне свято Індії, що відзначає набрання чинності Конституцією Індії та перехід країни від статусу британського домініону до республіки 26 січня 1950 року.